# محمد نصيب
محمَّد نصيب، أو محمَّد بن نصيب بن رسلان الغالبيُّ الشاعريُّ الجغبوبيُّ (1935-2021)، شيخ زاوية الجغبوب السنوسيَّة، زعيم روحيٌّ، وعالم دين ليبيٌّ.

## مولده، وتكوينه
وُلد الشيخ محمَّد نصيب في زاوية الجغبوب جنوب شرق ليبيا، يوم الخميس 5 ربيع الأوَّل 1354هـ/ 6 يونيو 1935م، هاجر إلى سيوة صحبة أهل الجغبوب، وهو في الخامسة من عمره، أثناء الحرب العالميَّة الثانية، وغاب فيها أربع سنوات، وبعد عودته التحق بكُتَّاب زاوية الجغبوب، وعمره تسع سنوات، فقرأ القرآن على فضيلة الشيخ بوزيد الغماريِّ، وختم على يديه القرآن الكريم كاملًا برواية ورش عن نافع، ورمى لوحه (أجيز) قبل وفاة شيخه بأشهر، سنة (1369هـ/ 1950م)، ثمَّ التحق بمعهد السيِّد محمَّد بن عليٍّ السنوسيِّ الدينيِّ في البيضاء سنة 1952م، فكان ضمن أوَّل دفعة تخرَّجت فيه.

## شهاداته، وإجازاته
التحق بكلِّيَّة الشريعة في جامعة السيِّد محمَّد بن عليٍّ السنوسيِّ الإسلاميَّة عام 1961م، وكان من بين الطلبة المتفوِّقين الذين كُرِّموا بأداء فريضة الحجِّ عام 1962م رفقة الملك إدريس السنوسيِّ.
تحصَّل على العالِميَّة في الشريعة الإسلاميَّة عام 1965م، فعُيِّن على إثرها بأمر الملك إدريس مديرًا لفرع معهد السيِّد محمَّد بن عليٍّ السنوسيِّ الدينيِّ بالجغبوب؛ فأنشأ به قسمًا للبعوث الإسلاميَّة، والتحق بالدراسات العُليا في الجغبوب في العام نفسه، وتحصَّل على العالية (الماجستير) في الدراسات الإسلاميَّة سنة 1967م.
أجيز إجازة عامَّة، وإجازة خاصَّة في الطريقة السنوسيَّة، من الملك إدريس السنوسيِّ، الذي يروي عن والده السيِّد محمَّد المهديِّ، وهو عن والده السيِّد محمَّد بن عليٍّ السنوسيِّ، كما أجيز إجازة عامَّة وإجازة خاصَّة في الطريقة وبعض المرويَّات والمؤلَّفات؛ كالمسلسلات العشر بأعمالها، من السيِّد أحمد بن إدريس عابد السنوسيِّ، الذي يروي عن عمِّه السيِّد أحمد الشريف السنوسيِّ، وأجيز -أيضًا- من العلَّامة الفقيه: أبي القاسم التواتيِّ، الذي يروي عن كلٍّ من السيِّد أحمد الشريف السنوسيِّ، والسيِّد إدريس المهديِّ السنوسيِّ.

## ملاحقته، واعتقاله
بعد انقلاب سبتمبر 1969م حُلَّت إدارة الزوايا السنوسيَّة، وعُبث بأوقافها وأملاكها، وأُغلق معهد الجغبوب الدينيُّ؛ ونُقل محمَّد نصيب مديرًا لمدرسة الجغبوب الإعداديَّة، وفي أواخر السبعينيَّات أقيل من الخدمة في الدولة؛ لما عُرف عن النظام السابق من عداوته للسنوسيَّة وكلِّ ما يمتُّ إليها بصلة، واعتُقل الشيخ أكثر من سبع مرَّات، في مراكز اعتقال مختلفة، ولمدد متفاوتة، بلغت إحداها تسعة أشهر في سجن اجديّدة السياسيِّ بطرابلس، وكانت آخرها سبع سنوات قضاها في سجن بوسليم، وقد حدَّت هذه الملاحقة وتلك الاعتقالات من الإفادة منه ومن علمه. 

## الإفراج عنه، ووفاته
منذ خروجه من السجن عام 2002 وهو مقيم بالجغبوب في خدمة الزوَّار، وإخوان الطريقة السنوسيَّة ومحبِّيها، حيث عُرف بحسن ضيافته وكرمه المنقطع النظير، وكان يجيز من يراه أهلًا إجازة عامَّة في مرويَّاته، وإجازة خاصَّة في الطريقة السنوسيَّة ، توفِّي عصر الأربعاء 19 ربيع الآخر 1443هـ/24 نوفمبر 2021م، عن عمر ناهز التسعين عامًا، ووُري الثرى في مقبرة الرحمة بالجغبوب.

## قيل عنه
قال معاصره الدكتور إدريس فضيل: «كابد محمَّد نصيب من صفاقة النظام، وسوء خلق أتباعه، وسواد أحقاده، ما لا يصبر عليه إلَّا أولو العزم من الأنبياء وعظماء الرجال».
وقال عنه الكاتب شكري السنكيُّ: «يعدُّ سيِِّدي نصيب أحد كبار مشايخ الطريقة السنوسيَّة، وكان شيخنا الجليل يحظى باحترام وتقدير الجميع، وصاحب مكانة خاصَّة ومقام رفيع لدى كافَّة أتباع الطريقة السنوسيَّة داخل ليبيا وخارجها»، ويصفه بأنَّه: «نقيُّ الاخلاق، تقيُّ الافعال، الورع الزاهد»، ويضيف: «العلَّامة سيِِّدي محمَّد نصيب، العالم بالفقه المالكيِّ، والمتمكِّن مِن أصول العلوم الصوفيَّة، والمُؤرِّخ لتاريخ الطريقة السنوسيَّة وأعلامها»، وأنَّه قضى سنين حياته «في قول كلمة الحقِّ، ونشر الفضيلة بين الناس، وسجَّل فيها تضحياتٍ جسامًا ومواقف عظيمة سيخلِّدها له التاريخ».